# Latana excavata
Latana excavata är en stekelart som beskrevs av Cameron 1906. Latana excavata ingår i släktet Latana och familjen bracksteklar. Inga underarter finns listade i Catalogue of Life.